# 水素化カルシウム
水素化カルシウム（すいそかカルシウム、Calcium hydride）は、化学式CaH2で表されるカルシウムの水素化物である。カルシウムヒドリド、カルシウムハイドライド、略してカルハイとも呼ばれる。純粋な物は白色だが、通常は灰色の粉末。水と激しく反応して水素ガスを放出することから、有機合成において乾燥剤として用いられる。
水素化カルシウムはヒドリド塩であり、塩化鉛(II)と同様の結晶構造を持つ。アルカリ金属とアルカリ土類金属はみなヒドリド塩を形成するが、それらと同様、反応しない有機溶媒に対しては不溶でもある。

## 合成
300〜400℃の水素とカルシウムから直接合成される。

## 乾燥剤としての利用
水素化カルシウムは水と以下のように反応する。
{\displaystyle {\ce {CaH2\ + 2 H2O -> Ca(OH)2\ + 2 H2}}}
生じた水素（気体）と水酸化カルシウム（固体）は蒸留や濾過、デカンテーションによって容易に除くことができる。
水素化カルシウムは比較的マイルドな乾燥剤なので、金属ナトリウムやナトリウムカリウム合金に比べて安全である。アミン類やピリジンのような塩基性の溶媒の乾燥に広く用いられている。より反応性の高い乾燥剤を使う前のプレ乾燥にも用いられる。

### 欠点
水素化カルシウムは確かに便利であり頻繁に使用される乾燥剤であるが、いくつかの欠点がある。
- （反応しない）有機溶媒には不溶のため、エーテル系溶媒に可溶な水素化アルミニウムリチウム(LiAlH4)などと比べて乾燥速度が遅い。
- 水素化カルシウムと水酸化カルシウムは見た目でほとんど区別が付かないので、水素化カルシウムの試料の質が視覚的に判断できない。
- 水素化カルシウムは溶媒中に溶解した酸素を除くことはできないので、溶媒の脱気には使えない（cf. ナトリウムとベンゾフェノンを用いた方法）。